# (2297) Daghestan
(2297) Daghestan es un asteroide perteneciente al cinturón de asteroides, descubierto el 1 de septiembre de 1978 por Nikolái Stepánovich Chernyj desde el Observatorio Astrofísico de Crimea (República de Crimea).

## Designación y nombre
Designado provisionalmente como 1978 RE. Fue nombrado Daghestan en homenaje a la república rusa de Daguestán.